# Spaanse Brug

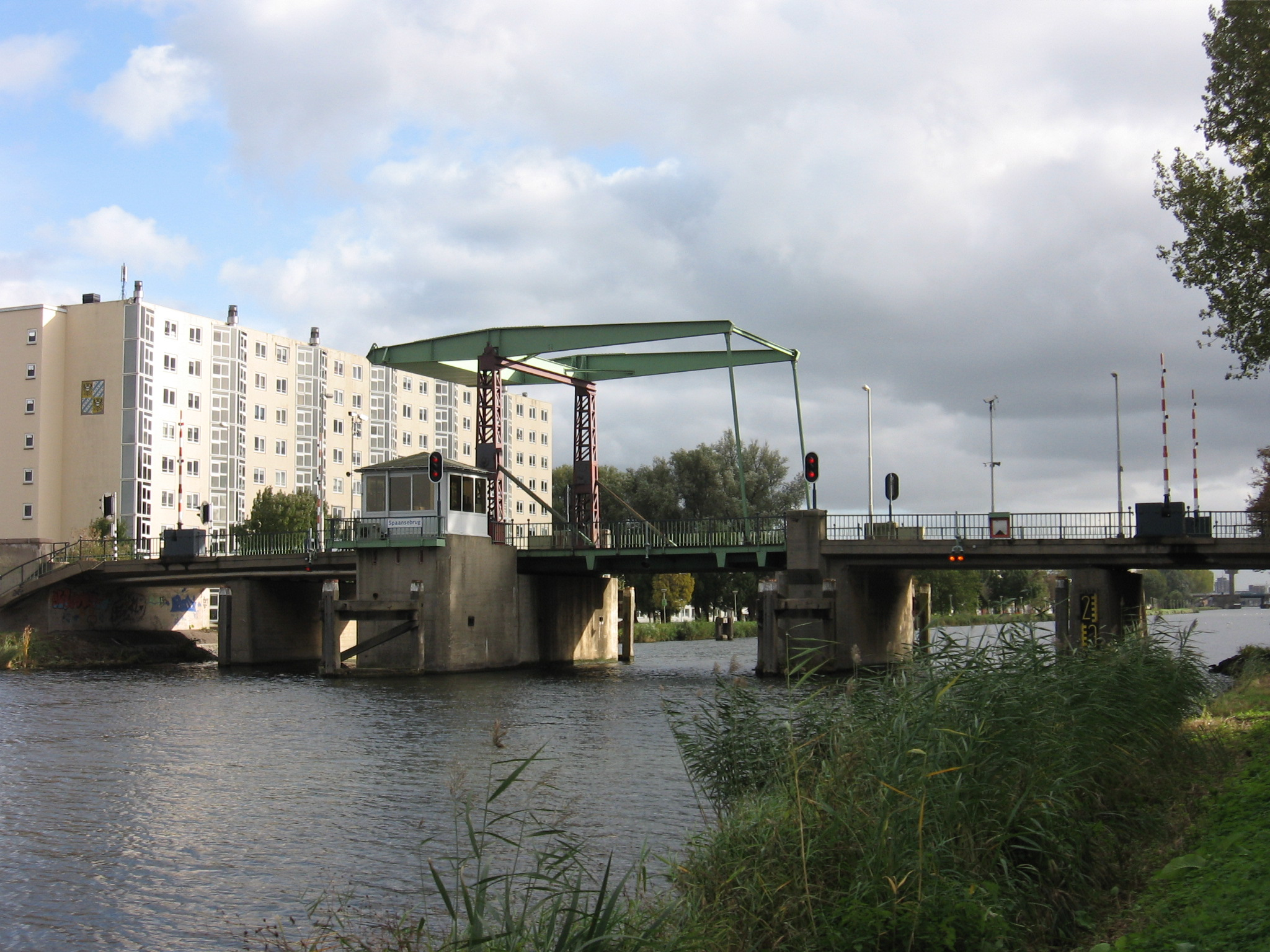
De oude Spaanse brug (2006)

De Spaanse Brug is een stalen ophaalbrug over de Delfshavense Schie, in de deelgemeente Overschie van de Nederlandse gemeente Rotterdam.
De eerste Spaanse Brug werd in 1952 geopend en vormde de verbinding tussen de Tweede Hogenbanweg in Overschie en het industriegebied Spaanse Polder. Tot de opening van de Giessenbrug in 1970 was de Spaanse brug de belangrijkste verbinding tussen Overschie en de Spaanse Polder.
De Spaanse Brug was bij de opening niet nieuw: onderdelen van de brug waren afkomstig van de Pakkenbrug over de Nieuwe Haven in het centrum van Rotterdam. Op 22 oktober 1959 is de bovenbouw van de Spaanse Brug ingestort nadat de scharnieras door kruipen was losgekomen. Deze schade was in 1960 weer hersteld.
De eerste brug was eind 2006 aan het eind van zijn levensduur en werd in 2007-2008 vervangen door een nieuwe en verbrede Spaanse Brug. Hierbij werd als eerbetoon aan zijn voorganger hetzelfde kleurenschema aangehouden.

## Trivia
- In Utrecht bevindt zich een soortgelijke rode brug, ook naar ontwerp van Marja Haring.

- De oude Spaanse Brug werd gebruikt als decor in aflevering 8 van De Kroon. Vanaf de brug springen Bassie en Adriaan op een vrachtboot die onder de brug doorvaart, waarop ze hopen De Baron, B2 en vlugge Jaapie aan te treffen, maar die zijn dan al gevlucht met een duikboot.